# Milanówek
Milanówek  ist eine Stadt in der Woiwodschaft Masowien (Polen), ungefähr 30 Kilometer von Warschau entfernt.
Da Milanówek einerseits nahe der polnischen Hauptstadt Warschau, andererseits aber auch in ländlicher Gegend liegt, ist sie besonders für Geschäftsleute, die in Warschau arbeiten, als Wohnort attraktiv. Um diese Attraktivität zu steigern, wird aktives Stadtmarketing betrieben. Milanówek versteht sich selbst als „die grüne Stadt“ (miasta-ogród, wörtlich „Gartenstadt“). Diese Naturverbundenheit drückt sich in den vielen Naturdenkmälern und Grünanlagen aus.
Zum Konzept der „grünen Stadt“ Milanówek gehört auch, Industrie aus der Stadt möglichst fernzuhalten. Die der Stadt dadurch entgehenden Steuereinnahmen sollen durch Mehrzahlungen der Bürger ausgeglichen werden. Tatsächlich ist Milanówek eine eher wohlhabende Stadt, was sich auch in der im Vergleich sehr niedrigen Arbeitslosenquote von 6,58 % (2005) ausdrückt (Vgl. Polen insgesamt: 18 % / Deutschland insgesamt: 11,5 %).

## Geschichte
Die Stadt wurde 1899 das erste Mal als „Milanówek-Letnisko“ („Ferienort Milanówek“) als Sommer-Ferienort von Michał Lasocki (auch Lasecki geschrieben) erwähnt.
Die Urne mit dem Herz Frédéric Chopins wurde in Milanówek aufbewahrt, wo die Warschauer Bischöfe während des  Zweiten Weltkriegs interniert waren. Sie stand auf dem Klavier in der Salon-Kapelle im ersten Stock des Presbyteriums bis zum 17. Oktober 1945. Am Jahrestag von Chopins Tod  brachten der Pfarrer der Heiligen-Kreuz-Kirche, Priester Leopold Petrzyk (1890–1960), der Komponist Bolesław Woytowicz (1899–1980) und der Musikwissenschaftler Bronisław Sydow (1886–1951) die Urne nach Żelazowa Wola. Von dort kam es zu einer festlichen Rückkehr der Urne, begleitet vom polnischen Staatspräsidenten Bolesław Bierut (1892–1956) von der Geburtsstätte Chopins zurück zur Heiligen-Kreuz-Kirche in Warschau.
Das 100-jährige Jubiläum feierte die Stadt demnach 1999. Die Stadtrechte bekam Milanówek 1951 verliehen. Im Jahr 2008 wurde Milanowek zur Partnerstadt Welzheims im Rems-Murr-Kreis.
Von 1975 bis 1998 gehörte die Gemeinde zur Woiwodschaft Warschau.
Der Name Milanówek leitet sich vom Vogel Milano (Milan) ab: „kleiner Milan“ bzw. „Milanchen“.

## Wappen
Die Gestaltung des ersten Stadtwappens geht auf das Jahr 1971 zurück. Es bezog sich auf die beiden Haupterwerbszweige der Stadt, die Textil- und Präzisionsindustrie. Mit Beschluss des Stadtrates vom 10. Juni 1997 wurde dann das aktuelle Wappen eingesetzt. Es zeigt auf der linken Hälfte, blau unterlegt, das Wappen von Graf Michał Lasocki (auch Lasecki geschrieben) aus der Wappengemeinschaft Dolęga, dem „Gründer“ der Stadt und weist auf der rechten Hälfte mit einem grünen Eichenblatt auf goldenem Grund auf die Naturverbundenheit Milanóweks hin.

## Söhne und Töchter
- Tadeusz Rybak (1929–2017), römisch-katholischer Geistlicher, Bischof von Liegnitz
- Marek Bieńczyk (* 1956), Literaturhistoriker, Schriftsteller, Essayist und Übersetzer
- Anna Kalata (* 1964), Politikerin
- Marcin Dorociński (* 1973), Schauspieler
- Adam Trepczynski (* 1976), Cartoonist und Comiczeichner